# 王鍔
王鍔（730年—815年），字昆吾。自稱太原人。唐朝官员。

## 生平
生於開元十八年（730年），早年投靠太原人王栩為從子，成為湖南團練府（今湖南长沙）的裨將。代宗大历十二年（777年），楊炎貶道州（今湖南道县）司馬，與鍔交談，二人甚为投机。杨炎拜相後，推荐嗣曹王李皋为湖南观察使，王锷受重用，又因诱降王国良之功升任邵州（今湖南邵阳）刺史。建中三年（782年），调守浔阳（今江西九江），以三千精兵渡长江，袭夺蕲州（今湖北蕲春）。以功升江州刺史，兼御史大夫、充都虞候。王鍔隨李皋入京覲見德宗，李皋再次推薦王鍔，“奏鍔文用雖不足，而它可試”，官至鸿胪少卿。提拔为容管经略使（治今广西容县），八年之間，（奚谷）洞蠻族十分安定。
憲宗元和二年（807年），升尚書左僕射、檢校司徒、河中節度使（今山西永濟），元和三年（808年），王鍔入朝，大肆行贿宦官，企圖求做宰相。白居易上疏極力反對：“伏以宰相者，人臣極位，天下具瞻，非有清望大功，不容輕授。鍔非清望，又無大功，深為不可。”
元和五年（810年），兼太子太傅，調任河東節度使（今山西太原）。元和九年（814年），升任检校司空、同中书门下平章事。王鍔大肆搜刮民財，献上钱2千万。李绛弹劾他：“锷虽有劳，然佥望不属，恐天下议以为宰相可市而取。”卒於元和十年（815年）。追赠太尉，谥魏。有子王稷。

## 延伸阅读
[在维基数据编辑]
 《舊唐書/卷151》，出自刘昫《舊唐書》
 《新唐書·卷170》，出自《新唐書》